# Georg Fischer (Unternehmer, 1864)

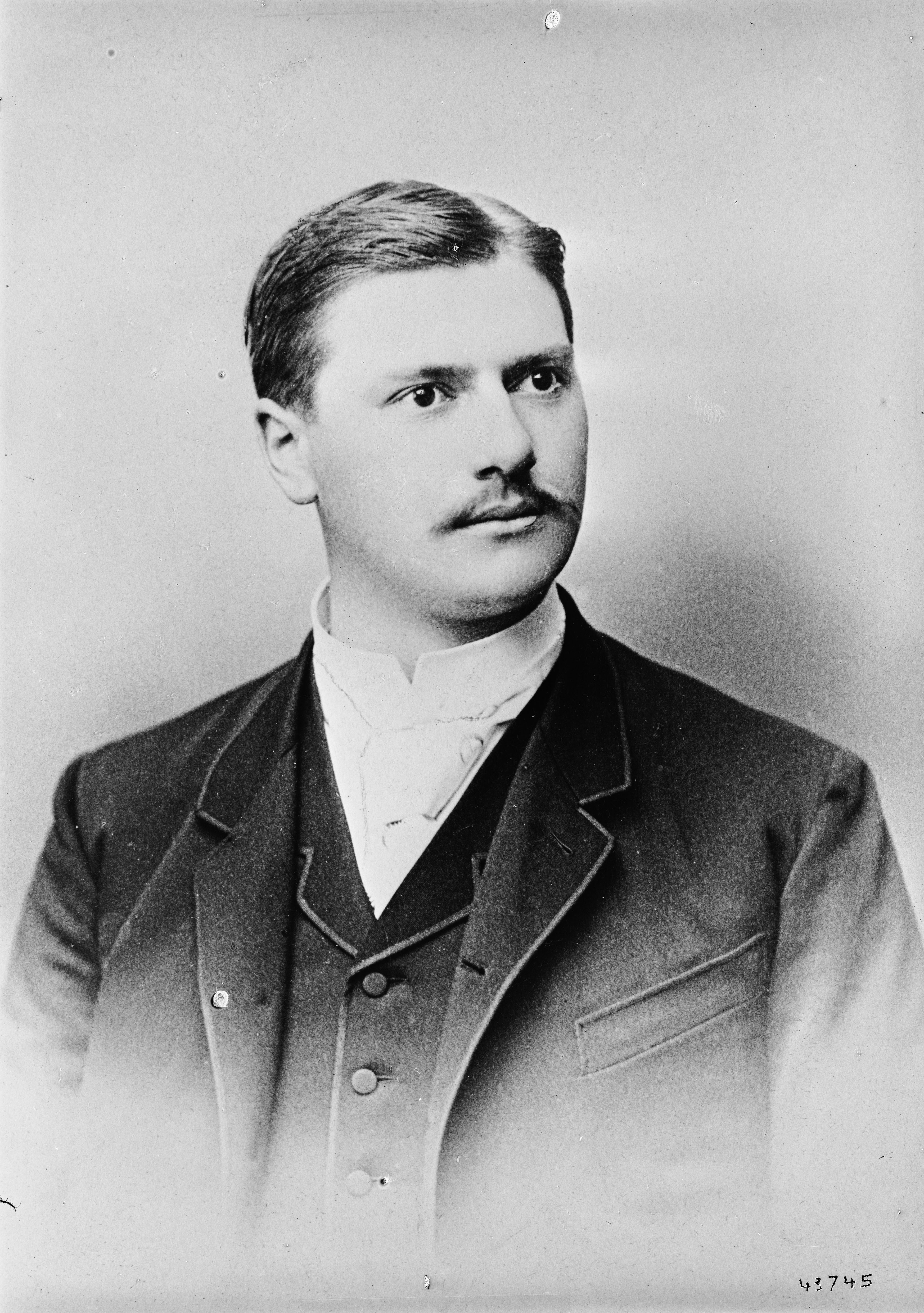
Georg Fischer III ca. 1890

Georg Fischer III (* 12. September 1864 in Schaffhausen; † 19. Januar 1925 ebenda) war ein Schweizer Unternehmer. 

## Leben

### Kindheit und Ausbildung
Georg Fischer wurde in eine erfolgreiche Unternehmerdynastie hinein geboren. Sein Urgrossvater Johann Conrad Fischer war der Gründer der gleichnamigen Giesserei in Schaffhausen, und sein Grossvater Georg Fischer sowie sein Vater Georg Fischer II vergrösserten die Firma, die bei der Geburt von Georg Fischer III schon 180 Mitarbeiter beschäftigte.
Auch Georg Fischers Mutter, Emma Pfister, stammte aus einer angesehenen Schaffhauser Kaufmannsfamilie. Fischer besuchte die Knabenschule und die Kantonsschule in Schaffhausen, die er 1883 mit der Maturität abschloss. Schon während der Schulzeit arbeitete er in der väterlichen Fabrik. Er wechselte dann an die Universität Genf und absolvierte anschliessend eine praktische Ausbildung in Wasseralfingen bei Aalen, wo er den Weichguss (Temperguss) erlernte. Dies war auch das Kerngeschäft der Familienunternehmung. 1887 erkrankte der Vater und starb kurz darauf. Der Sohn musste somit sein Studium in Dresden abbrechen, wo er drei Semester an der mechanischen Abteilung des Polytechnikums studiert hatte.

### Ausbau des Familienunternehmens
Georg Fischer kehrte nach Hause zurück und übernahm mit 23 Jahren den Betrieb, den er zügig ausbaute. Die Zahl der Beschäftigten vervierfachte sich bis zur Jahrhundertwende auf 1600 Leute. Es wurde eine Filiale in Singen (Hohentwiel) eröffnet, und beim Stahlformguss führte er neue Verfahren ein. 

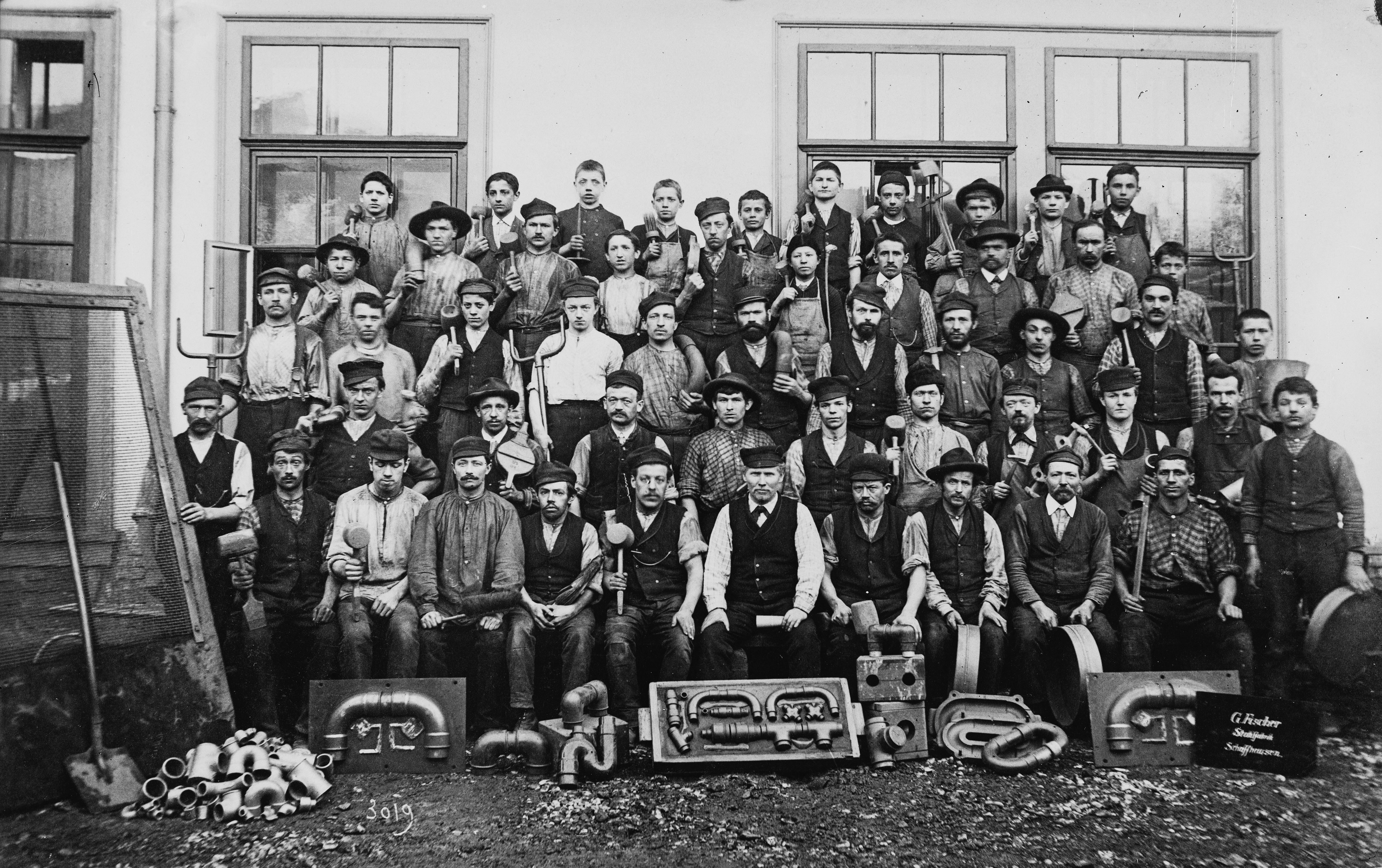
Belegschaft der Fittinggiesserei Werk 1, 1895, unter Georg Fischer III

Die starke Expansion konnte Fischer nicht mehr mit eigenen finanziellen Mitteln bestreiten. Er gründete daher 1896 die «Aktiengesellschaft der Eisen- und Stahlwerke von Georg Fischer». Er selbst behielt 50 % der Aktien, und der Rest des Aktienkapitals von 1,5 Millionen Franken wurde nicht am Kapitalmarkt aufgenommen, sondern im Familien- und Bekanntenkreis platziert. 1889 hatte Georg Fischer Ida Hanhart geheiratet. Sie war die Tochter von Conrad Hanhart-Heim (1817–1886), der die Obermühle in Grossandelfingen (ZH) besass und Gemeindepräsident sowie Kavallerie-Hauptmann war. Auf dem Kapitalmarkt wurden Blankokredite aufgenommen. Unter Georg Fischer III schaffte die Firma in den 1890er Jahren, begünstigt durch den allgemeinen wirtschaftlichen Konjunkturanstieg, den Durchbruch zum eigentlichen Grossunternehmen.

### Ausschluss aus der Firma
Mit der Krise von 1901/1902 kam es zu einem Eklat. Im November wurde im GF-Verwaltungsrat festgestellt, «dass Gelder aus Blankokrediten im Betrag von mehr als 1,5 Mio. Franken zu festen Anlagezwecken verwendet worden sind; eine Ungeheuerlichkeit, welche sich nur durch absolute Unfähigkeit des kommerziellen & finanziellen Leiters – [damit war nicht Fischer gemeint] – erklären lässt.» Fischer, der sich mit den neuen Strukturen und Verantwortlichkeiten schwertat und oft geschäftete, als ob die Firma noch ihm allein gehörte, wurde von den Banken «ausgebootet».
1902 wurde Georg Fischer (37 Jahre alt), nicht mehr in den Verwaltungsrat gewählt und die GF AG wurde von den Banken saniert. Im Nachruf nach seinem Tode, veröffentlicht im Tage-Blatt war zu lesen, dass der unfreiwillige Abschied bei GF für Fischer ein schwerer Schlag war, der ihn in eine «arge Depression» versetzte.

### Neue Projekte
Georg Fischer III war mehr Techniker als Kaufmann, was sich schon wenige Jahre nach seinem Ausscheiden bei GF zeigte. Er erwarb 1906 eine Lizenz des Héroult-Verfahrens für die Elektrostahl-Herstellung. Unterstützt von seinem Cousin Berthold Schudel, einem Chemiker, errichtete er zuerst eine metallurgische Versuchsanstalt und dann ein Elektrostahlwerk auf dem «Geissberg» in Schaffhausen. Der Erste Weltkrieg brachte dem Werk einen ungeahnten Aufschwung, da auch die Schweizer Armee ein wichtiger Kunde war. Als Georg Fischer die Firma wieder in eine Aktiengesellschaft umwandelte und sie Georg Fischer Elektrostahlwerke AG nannte, kam es wieder zum Konflikt mit +GF+. Aus den Verhandlungen der Rechtsanwälte entwickelten sich dann aber Übernahmeverhandlungen und es kam zum Verkauf. Gleichzeitig wurde vereinbart, dass der Name Georg Fischer nicht mehr als Bestandteil des Firmennamens erscheinen dürfe. 1923 zog sich Fischer ganz als Industrieller zurück. In seinen letzten Lebensjahren war er noch Präsident der Stiftung für das Alter (heute Pro Senectute), die er mit seiner Frau Ida 1919 mitbegründet hatte.

### Der Mensch Georg Fischer III
Georg Fischer war wie sein Vater ein «gastfreundlicher, immer liebenswürdiger und anregender Gesellschafter». Er nahm rege am Vereinsleben teil, war schon als Schüler Mitglied der Verbindung Scaphusia, gehörte dann der Zunft zur Schmieden an und war seit 1890 aktives Mitglied eines Kegelklubs. Er war Vater von drei Söhnen und einer Tochter. Die Familie wohnte auf dem «Geissberg» in einer herrschaftlichen Villa im englischen Stil, der «Villa Berg». Fischer war ein Patron der alten Schule, verteilte Wein an die Belegschaft, wenn ein neues Stück fertig gegossen war, und feierte auch Weihnachten mit den Mitarbeitern. Sein Sohn Georg A. Fischer wurde Chef der Handelsabteilung auf der Schweizer Botschaft in Washington (USA) und wurde 1940 in den Verwaltungsrat von GF gewählt. Georg Fischer III hat das nicht mehr erlebt. Er starb am 19. Januar 1925 in seiner Heimatstadt Schaffhausen.